# Texan (pigeon)
Le Texan (en anglais : Texan Pioneer) est une race de pigeon domestique originaire des États-Unis. Pigeon appartenant au groupe des races de pigeon de forme, il a la particularité d'être une des rares races de pigeon autosexable : le mâle est de couleur claire et la femelle foncée.

## Origine
La race est créée en 1953 au Texas en croisant des pigeons Mondains avec des Kings autosexables. Le but est d'obtenir de gros pigeonneaux pour une production de viande. La race est officiellement reconnue par la National Pigeon Association (NPA) en 1961. En 1963 est créée la Texan Pioneer Association, et le standard de la race est créé en 1971,.

## Description

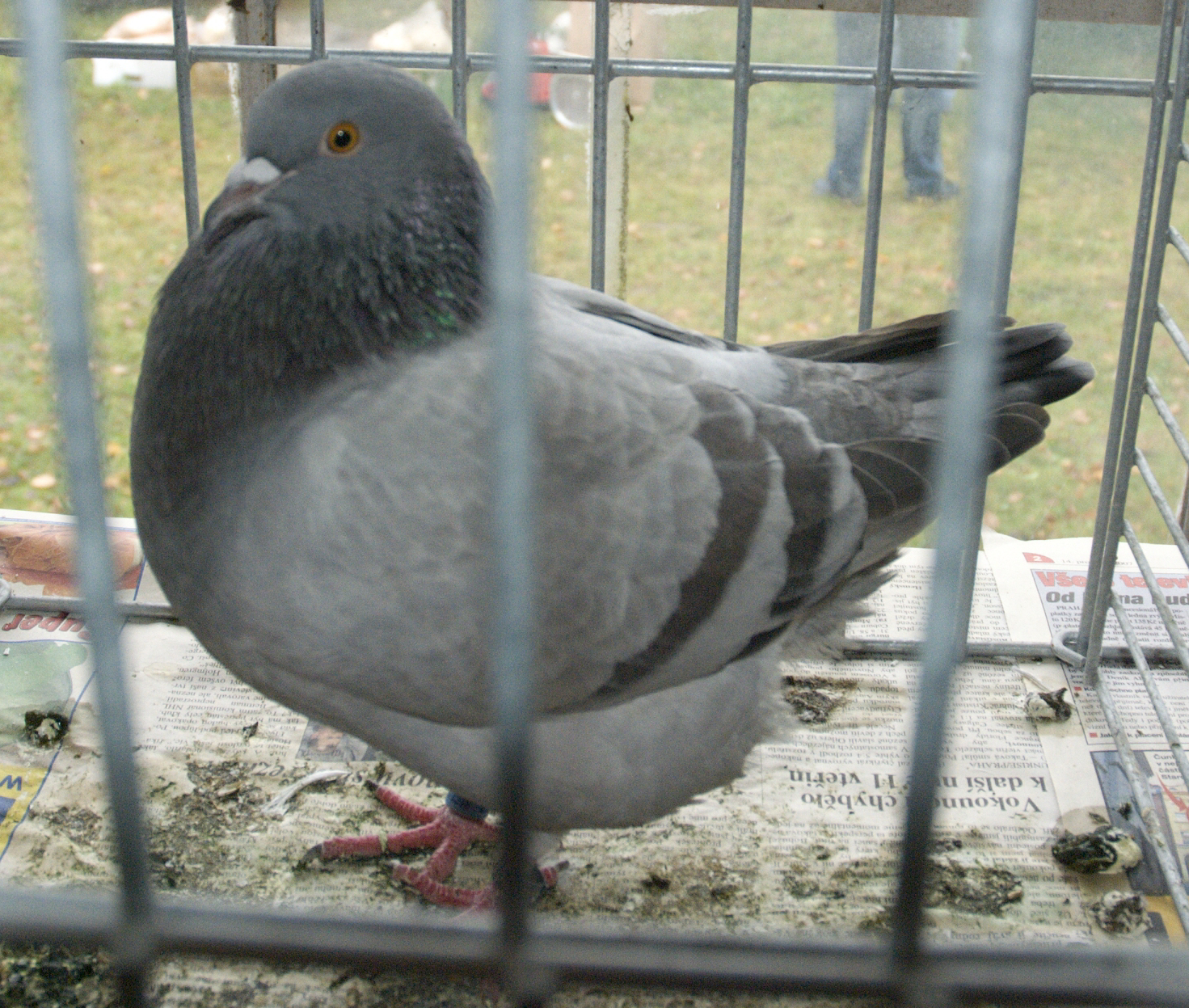
Femelle Texan.

C'est un pigeon trapu et robuste. Il a une tête petite sur un cou court. Sa poitrine est très large, de forme « carrée », et ses ailes couvrent complètement le dos. La queue est courte et les pattes petites. Les adultes les plus gros peuvent atteindre les 930 g.
Le mâle et la femelle peuvent être distingués dès l'éclosion de l’œuf. Le mâle a le bec plus clair et très peu de duvet, tandis que la femelle est recouverte d'un duvet jaune et porte un anneau foncé au bout du bec. Adulte, le mâle est de couleur blanche, plus ou moins moucheté. Une variété « Rouge Récessif » peut également être trouvée. Son plumage clair est alors de couleur « saumon ». La femelle peut être de couleur variable, mais toujours foncée : bleu, noir, rouge... L'autosexabilité est dû au gène Faded.

## Élevage
Les oiseaux sont matures vers 6 mois. La femelle pond deux œufs et les parents se relaient pour la couvaison. Les œufs éclosent environ 18 jours plus tard. Le couple à besoin d'un deuxième nid : deux semaines après l'éclosion, la femelle pond deux nouveaux œufs. Les parents se relaient alors pour couver et finir de nourrir les premiers jeunes. Son élevage est facile et un couple peut donner jusqu'à huit couvées par an.

## Diffusion

### En France
La race est importée en France dans les années 1960 et le Texan Club de France est créé en 1981. La race est très présente dans les expositions et foires agricoles. Tous les ans a lieu le Championnat de France de pigeons texans.